# L'Employé du Moi
 (mai 2020).
Si vous disposez d'ouvrages ou d'articles de référence ou si vous connaissez des sites web de qualité traitant du thème abordé ici, merci de compléter l'article en donnant les références utiles à sa vérifiabilité et en les liant à la section « Notes et références ».
L'Employé du Moi est une maison d'édition belge de bande dessinée, fondée en 1999.

## Origine
Cette maison d'édition trouve son origine dans la publication de deux fanzines publiés par des étudiants de l'École de recherche graphique (ERG) de Bruxelles. Chaque semaine, David Libens et Stephanam vendaient pour cinq francs belges une feuille A4 dessinée/photocopiée recto-verso baptisée le Proulou. Cédric Manche, Bert, Claude Desmedt et Martin Maillard se joindront bientôt à eux pour créer le SPON. Ce fanzine hebdomadaire de "bandes dessinées alternatives" sera publié entre janvier et décembre 1999 pour atteindre une totalité de 47 numéros auxquels Sacha Goerg, Stéphane Noël et Stephanam apporteront progressivement leurs participations.

## Historique
La collaboration des fondateurs a débuté en 1999 avec un hebdomadaire de bande dessinée Le Spon (Spon pour spontané). 47 numéros photocopiés, pliées, agrafés à 100 exemplaires, l’expérience durera un an. L’équipe est alors composée de David Libens, Claude Desmedt, Bert, Cédric Manche, Martin Maillard, Sacha Goerg, Stéphane Noël et Stephanam.
En 2000, création de l’ASBL, le groupe devient L’Employé du Moi. Le but est de se lancer dans des projets de plus longue haleine, des meilleurs moyens de production et une distribution plus large. Le groupe s’installe dans son premier atelier commun.
Une exposition consacrée aux 15 ans de l'Employé du Moi a été présentée au Musée du papier lors de la 44e édition du Festival international de la bande dessinée d'Angoulême, en janvier 2015. Elle a été présentée le mois de mai de la même année au Point Culture de Bruxelles.

## Quelques albums
- Contes de la mansarde, Scénario : Elizabeth Holleville, dessin : Iris Pouy,   (ISBN 9782390041214)[1]
- Hypoxie - Histoire d'une hospitalisation[2], L'Employé du Moi, coll. « Sous-main », Bruxelles, décembre 2008
Scénario et dessin : Laurent Dandoy - Couleurs : noir et blanc -  (ISBN 9782930360225)